# Jon Henrik Fjällgren
Jon Henrik Mario Fjällgren (né le 26 avril 1987 à Cali en Colombie) est un chanteur suédois de joik.

## Carrière
Il est vainqueur du concours télé Talang Sverige 2014 sur la chaîne suédoise TV3.
En 2018, il participe et remporte la 13e édition de Let's Dance, la version suédoise de Danse avec les stars.
La chanteuse et actrice Elin Oskal a participé à plusieurs de ses chansons, notamment The Way You Make Me Feel et Hold My Head Up High.

## Vie privée
Il a été adopté enfant par une famille Sami, éleveurs de rennes, de Mittådalens sameby, dans le Härjedalen.